# Yuki Yoshida
Yuki Yoshida (Japão, 4 de Agosto de 1966) é um ator japonês.
Ficou famoso no Brasil por ter interpretado Takeda/Júpiter em Cybercops. Hoje, atende pelo nome de Tomonori Yoshida.